# Časy
Obec Časy (německy Czas, za 2. sv. války Tschas) se nachází v okrese Pardubice, kraj Pardubický. Žije zde 230 obyvatel.

## Historie
První písemná zmínka o obci pochází z roku 1494.